# Brinzio
Brinzio é uma comuna italiana da região da Lombardia, província de Varese, com cerca de 804 2001 habitantes. Estende-se por uma área de 6,41 quilômetros quadrados, tendo uma densidade populacional de 134 hab/km². Faz fronteira com Bedero Valcuvia, Castello Cabiaglio, Induno Olona, Rancio Valcuvia, Valganna, Varese.

## Demografia
| Variação demográfica do município entre 1861 e 2011                               |
|                                                                                   |
| Fonte: Istituto Nazionale di Statistica (ISTAT) - Elaboração gráfica da Wikipedia |